# 彩書
彩書（さいしょ）とは、墨以外の色を用いた書のこと。1950年代に上田桑鳩が手がけ、1960年代以降、その弟子小川瓦木が発展させたという。またこれと別に、 手間本北栄は1989年に自らが「彩書」を開発したと主張している。
また21世紀初頭ころからは、年賀状や絵はがきにもちいるための一般向けの「彩書」も提案されており、「彩書」の語を用いたさまざまな作品、活動がある。
なお、中国語では、色絵葉書、カラー印刷の書籍などを「彩書」と呼ぶこともある。